# Eja strnjarica
Eja strnjarica (Circus cyaneus) je vrsta ptice grabljivice. Postoje dvije podvrste.

## Opis
Eja strnjarica je duga 45–55 cm s rasponom krila od 97–118 cm. Podsjeća na druge eje po tome što su mužjaci i ženke različiti po izgledu. Spolovi se također razlikuju po težini (prosječan mužjak teži 350 g a prosječna ženka 530 g). 
Mužjak C. c. cyaneus (Linne, 1766.), iz Europe i Azije, je uglavnom siv odozgo i bijel odozdo s izuzetkom gornjeg dijela prsa, koji je siv kao i gornji dio tijela, i trtice koja je bijela. Krila su siva s crnim vrhovima. Ženka je smeđa odozgo s gornjim okrovnim perima na repu bijelim. Mladunci su slični.

## PodvrstaC. c. hudsonius
C. c. hudsonius (Linne, 1766.) nastanjuje Sjevernu Ameriku i ponekada se smatra odvojenom vrstom, C. hudsonius.
Mužjakovo perje je tamnije nego kod C. c. cyaneus mužjaka, a ženka je također tamnija i više riđa. 

## Ponašanje
Ova ptica grabljivica srednje veličine nastanjuje močvare, vlažna zemljišta i (u Europi) farme. Gnijezdo grade na tlu, a ženka nese četiri do šest bjelkastih jaja.  
U lovu lete nisko iznad tla i tako iznenade malene sisavce i ptice. Vrlo su vokalne dok lete iznad svog lovišta.

## Rasprostranjenost
Razmnožava se u sjevernim dijelovima sjeverne hemisfere u Kanadi i sjeveru SAD-a i na sjeveru Europazije.
Zimi se seli do južnijih područja. Euroazijske ptice se sele do južne Europe i juga umjerene Azije. Američke se sele do juga SAD-a, Meksika i Srednje Amerike. Na prostorima s najumjerenijom klimom poput Francuske, Velike Britanije i juga Sjedinjenih Država eje strnjarice su stanarice, ali zimi napuštaju planinske prostore.

## Drugi projekti
|  | Zajednički poslužitelj ima još gradiva o temi eja strnjarica |
|  | Wikivrste imaju podatke o taksonu eja strnjarica             |